# Iguana melanoderma
Iguana melanoderma — вид ящірок родини ігуанових (Iguanidae). Описаний у 2020 році. Раніше вважався меланістичною формою ігуани звичайної. Перекласифікований як окремий вид на основі ряду геномних відмінностей та послідовних морфологічних характеристик.

## Поширення
Вид поширений на двох невеликих антильських островах: Монтсеррат і Саба.